# 이오니아인

고대 소아시아(아나톨리아)의 지방들: 이오니아(Ionia, Ιωνία)는 왼쪽 가운데에 위치한다

이오니아인(그리스어: Ἴωνες 이오네스[*])은 도리아인, 아이올리스인, 아카이아인과 함께 그리스 고전기 시대의 그리스인을 구성하는 4개의 주요한 부족 중의 하나이다. 이들이 사용했던 언어인 이오니아 방언은 도리아어, 아이올리스어와 함께 고대 그리스 세계의 주요한 세 언어의 하나였다.
그리스 고전기에서 "이오니아인"이라는 단어는 크게 세 가지 의미를 가졌다. 가장 좁은 의미에서는 소아시아(아나톨리아) 내의 이오니아 지역에 사는 사람들만을 지칭하였다. 좀 더 넓은 의미로는 에우보이아, 키클라데스 제도 등 이오니아인이 세운 도시를 포함하여, 이오니아 방언으로 말하는 사람들 모두를 지칭하였다. 마지막으로 가장 넓은 의미로는, 아티케 그리스어(아티케 방언)를 포함한 여러 동부 그리스어 방언들로 말하는 사람들 모두를 지칭하였다.
그리스 고전기에 널리 받아들여졌던 이오니아의 성립에 대한 신화에 따르면, 이오니아인이라는 명칭은 크수토스의 아들인 이온의 이름을 붙여졌으며, 이오니아 인은 과거에는 펠로폰네소스반도 북부의 에이길리우스 지방(아래 지도에서 "ACHAEA")에 살았다고 한다. 도리아인이 펠로폰네소스반도를 침입했을 때, 펠로폰네소스반도 동부의 아르골리다(아래 지도에서 "ARGOLIS")와 펠로폰네소스반도 남부의 라케다이모니아(아래 지도에서 "LACONIA")에 거주하고 있던 아카이아인들이 도리아인들에 의해 쫓겨났는데, 이들 쫓겨난 아카이아인들이 펠로폰네소스반도 북부의 에이길리우스 지방에 도착하여서는 다시 그곳에 살고 있던 이오니아인을 쫓아냈다는 것이다. 그 이후로 에이길리우스 지방은 아카이아(아래 지도에서 "ACHAEA")라고 불리게 되었다. 에이길리우스 지방에서 쫓겨난 이오니아 인들은 고대 그리스 동부의 아티카(아래 지도에서 "ATTICA")로 가 일부는 그곳의 주민들과 같이 살았고, 나머지는 소아시아(아나톨리아) 해안에 정착하게 되었고, 그 결과 소아시아 해안에 이오니아가 성립되었다.
|  |